# 贝尔沙伊德
贝尔沙伊德是德国莱茵兰-普法尔茨州的一个市镇。总面积7.49平方公里，总人口61人，其中男性30人，女性31人（2011年12月31日），人口密度8人/平方公里。